# Doc Jazz
Doc Jazz is de artiestennaam van de Nederlands-Palestijnse zanger en multi-instrumentalist Tariq Shadid. In zijn tienerjaren begon hij diverse instrumenten te bespelen en zijn eigen muziek te componeren.
Naast zanger en muzikant is Shadid chirurg van beroep.
De naam Doc Jazz kreeg hij van studiegenoten tijdens zijn studie geneeskunde.
Het nummer De Vlag (2002) schreef Doc Jazz naar aanleiding van de commotie die was ontstaan nadat Gretta Duisenberg, weduwe van de toenmalige president van de Europese Centrale Bank, Wim Duisenberg, een Palestijnse vlag van haar balkon hing.
In 2004 werd het nummer Balken van Ellende gebruikt in NCRV's Nationale Nieuwsquiz.
In 2007 kwam zijn album Front Door Key uit, een politiek getinte cd over de Palestijnse kwestie. De Amerikaans-Nederlandse zanger en producent Forrest Thomas produceerde het album. Op Front Door Key zijn onder anderen saxofoniste Susanne Alt, zangeres Michelle David, de Amerikaanse percussionist Eddie Conard, en Keith Keyes, de voormalige bassist van de Lohues & the Louisiana Blues Club, te horen.
In 2009 emigreerde Doc Jazz naar de Verenigde Arabische Emiraten.
In mei 2011 trad Doc Jazz op in Brussel, Amsterdam en Utrecht, gedurende een verblijf van 1 week in Nederland. In die week werd hij als daggast geïnterviewd door Felix Meurders in het Radio 1 programma De Gids, en was hij ook te gast bij radio 5 in het programma Dichtbij Nederland. Ook werd hij geïnterviewd door RNW Radio.
In 2011 werden verschillende songs van Doc Jazz gedraaid door de Iraanse zender Press TV, in afleveringen van het programma ‘Remember Palestine’.
In maart 2012 fungeerde hij als jurylid in de show Ghaneeha, een ‘Idols’-achtige talentenjacht voor jongeren in de bezette gebieden, georganiseerd door het Palestijnse tv-station Wattan TV.
In 2012 werd Doc Jazz in Los Angeles uitgenodigd om op 13 oktober op te treden op het benefietgala van de Amerikaanse organisatie PCRF (Palestine Children’s Relief Fund), die artsen in staat stelt Palestijnse kinderen te helpen in de bezette gebieden. Voor deze gelegenheid schreef hij het nummer ‘Healing Hands’, ter ere van artsen en verpleegkundigen die zich voor humanitaire doeleinden inzetten.
In 2012 bracht hij ook zijn album Intifada uit, het enige album van Doc Jazz dat geheel uit protestsongs is samengesteld.
In 2013, tijdens de golf van hongerstakingen van Palestijnse politieke gevangenen in de gevangenissen van de Israëlische bezetting, schreef hij ‘Hungry’, een hip-hop song met een groot gehalte aan Palestijnse folkloristische elementen. Dit nummer was geïnspireerd door de hongerstaking van Samer Issawi, die de langste hongerstaking in de geschiedenis voerde. Het nummer werd gedraaid op Dubai TV in een praatprogramma over de situatie.
Mede door bovengenoemde activiteiten werd Doc Jazz door de in het Midden-Oosten populaire nieuwssite Al Bawaba omschreven als “medic and musician extraordinaire”.
In 2015 reageerde hij op een oproep van de Palestijnse Autoriteit tijdens een opflakkering van het geweld in de Westelijke Jordaanoever, waarbij het aantal door de Israëlische bezetters verwonde jongeren zo hoog opliep dat er dringende behoefte was aan medisch personeel. Hij werkte in die periode als chirurg twee keer als vrijwilliger in het ziekenhuis van Ramallah, hetgeen gefaciliteerd werd door het eerder genoemde PCRF.
Op 17 maart 2020 bracht Doc Jazz het album ‘Love in the Time of Corona’ uit, met een afbeelding op de cover die de ‘lockdown’ symboliseert. In interviews verklaarde hij dat het thema van dit album is om de liefde, het immateriële, boven het materiële te stellen.

## Discografie
- Wederpop (2004)
- Creative Resistance (2005)
- Front Door Key (2007)
- Insurgency (2008)
- Intifada (2012)
- Love in the Time of Corona (2020)